# La Yongma Ri
Der La Yongma Ri (auch D52) ist ein 6826 m hoher vergletscherter Berg im südlichen Hauptkamm der Saltoro-Berge, einem Teilgebirge des Karakorumgebirges.

## Lage
Der La Yongma Ri liegt in der umstrittenen Grenzregion zwischen dem pakistanischen Territorium Gilgit-Baltistan (die früheren Nordgebiete) und der indischen Kaschmirregion im Südwesten des Siachengletschers. Die sogenannte „Line of Control“ verläuft etwa 4 km nördlich des Gipfels.
Seine Westflanke wird nach Süden zum Shyok entwässert, während die Ostflanke im Einzugsgebiet der Nubra liegt.
Der 32 km nordnordwestlich ebenfalls im Hauptkamm gelegene K12 (7428 m) bildet den Dominanz-Bezugspunkt.